# Душан Ковачевић (пуковник)
Душан Ковачевић  (Велики Радић, Бихаћ, 15. март 1936) је пуковник Војске Републике Српске.

## Биографија
Средњу угоститељску школу завршио је 1956. у Зрењанину. Интендантску војну академију завршио је 1959. у Сарајеву, а Школу усавршавања интендантских официра 1969. у Београду. У ЈНА службовао је у Шибенику, Сплиту и Мостару, а службу је завршио на дужности начелника интендантске службе у позадинској бази Мостар. У ВРС, од дана њеног формирања па до пензионисања, 13. новембра 1993, обављао је дужности у органима интендантске службе. У ЈНА је одликован Орденом за војне заслуге са сребрним мачевима, Орденом народне армије са сребрном звијездом, Орденом за војне заслуге са златним мачевима и Орденом народне армије са златном звијездом.